# Беннетт, Стивен Грэм
Сти́вен Грэм Бе́ннетт (англ. Stephen Graham Bennett; родился 17 января 1961 года) — английский футбольный судья, завершивший карьеру. Судил матчи английской Премьер-лиги. До 2006 года был судьёй ФИФА.

## Карьера
Бент работал судьёй с 1984 года, начав карьеру в своём родном графстве Кент. C 1995 года начал обслуживать матчи Футбольной лиги, а с 1999 года — Премьер-лиги. В 2001 году был назначен судьёй ФИФА.
В 2002 году был судьёй футбольного матча между сборными Бутана и Монтсеррата, занимавшими самые низкие места в рейтинге сборных ФИФА. Матч проходил на стадионе Чанглимитанг в Тхимпху, Бутан. Игра состоялась в тот же день, что и финал чемпионата мира между сборными Германии и Бразилии. Сборная Бутана победила со счётом 4:0. Об этом матче режиссёр Йохан Крамер снял документальный фильм «Другой финал».
В 2004 году президент ФИФА Зепп Блаттер подверг критике решение Беннетта показать вторую жёлтую карточку и удалить с поля Тима Кэхилла за то, что тот снял свою футболку, празднуя гол в ворота «Манчестер Сити».
В 2005 году Беннетт обслуживал финальный матч Кубка Футбольной лиги, в котором сыграли «Ливерпуль» и «Челси» («Челси» выиграл со счётом 3:2).
В 2007 году Беннетт был назначен судьёй финала Кубка Англии, в котором встретились «Челси» и «Манчестер Юнайтед». Победу в этом матче со счётом 1:0 одержал «Челси» за счёт гола Дидье Дрогба, забитого в дополнительное время. В этом матче Беннетт показал 7 жёлтых карточек, 4 из которых — в дополнительное время. В первом периоде овертайма удар Райана Гиггза поймал Петр Чех. Гиггз заявил, что мяч пересёк линию ворот, хотя он врезался во вратаря и возможно занёс его в ворота вместе с мячом. Беннетт не отметил взятия ворот. После матча Гиггз прокомментировал этот инцидент: «Мяч однозначно пересёк линию ворот — об этом я и завил судье. Я видел, что мяч был за линией, а судья не дал штрафной из-за возможной атаки на вратаря — поэтому это однозначно был гол». Ассистент главного тренера «Манчестер Юнайтед» Карлуш Кейрош по поводу фола Майкла Эссьена на Гиггзе заявил: «Это стопроцентный пенальти, в этом нет никаких сомнений. Мы не удивлены, потому что после всего того давления, которое было оказано на судью в последние 15 дней, он не смог принять правильно решение в матче».
22 марта 2008 года Беннетт оказался в центре нового скандала, после того, как он за разговоры показал вторую жёлтую карточку и удалил с поля Хавьера Маскерано в матче между «Манчестер Юнайтед» и «Ливерпулем». Маскерано заявил: «Я не знаю, за что был удалён. Я спросил судью, что происходит. Я не ругался, не был агрессивен и не стоял к нему лицом к лицу. Всё, что я сделал, это спросил его, что происходит, больше ничего. Поэтому, когда он показал мне вторую жёлтую карточку и удалил меня, я не мог этому поверить». Однако позднее Маскерано извинился, признав свои действия неподобающими.
В 2006 году Беннетт вышел из списка судей ФИФА с связи с достижением 45-летнего возраста.
В июле 2010 года Беннетт завершил судейскую карьеру и стал тренером судей в Англии.

## Статистика
| Сезон     | Матчи | Всего | за игру | Всего | за игру |
| --------- | ----- | ----- | ------- | ----- | ------- |
| 1997/98   | 36    | 128   | 3,56    | 12    | 0,33    |
| 1998/99   | 39    | 162   | 4,15    | 10    | 0,26    |
| 1999/2000 | 33    | 107   | 3,24    | 2     | 0,06    |
| 2000/01   | 31    | 87    | 2,81    | 8     | 0,26    |
| 2001/02   | 33    | 105   | 3,18    | 8     | 0,24    |
| 2002/03   | 38    | 148   | 3,89    | 7     | 0,18    |
| 2003/04   | 35    | 103   | 2,94    | 12    | 0,34    |
| 2004/05   | 42    | 169   | 4,02    | 10    | 0,24    |
| 2005/06   | 42    | 141   | 3,36    | 12    | 0,29    |
| 2006/07   | 45    | 151   | 3,35    | 14    | 0,31    |
| 2007/08   | 41    | 128   | 3,12    | 9     | 0,21    |
| 2008/09   | 31    | 118   | 3,80    | 1     | 0,03    |